# ممال تركيز

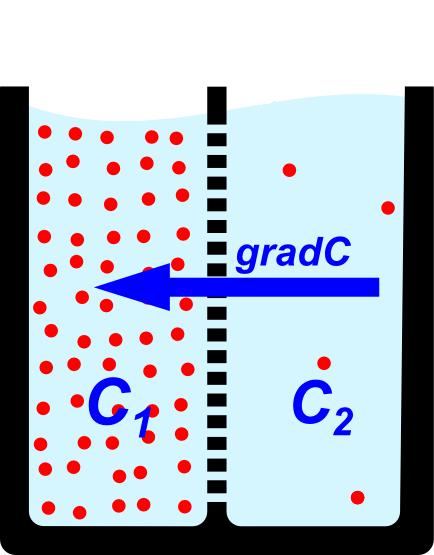

ممال التركيز (مصدر ميمي واسم مكان) قياس تغير تركيز المادة بحسب مكانها.
في علم الخلايا، يطلق ممال التركيز على [مكان] حصول تفاوت في تركيز المركب الكيميائي أو اليون بين مختلف جهات غشاء الخلية.